# Lionel Balout
Lionel Balout, né à Nantes le 18 avril 1907 et mort au Port-Marly le 13 janvier 1992, est un préhistorien français, spécialiste de la préhistoire de l'Afrique du Nord.

## Biographie

### Formation
Lionel Ferdinand Félix Balout fait ses études à la Sorbonne, à Paris, où il est élève de Jérôme Carcopino. Après l’obtention en 1932 d'une agrégation d'histoire et géographie, il est nommé professeur au lycée d'Alger.

### Carrière
Sa carrière de préhistorien commence après la Guerre lorsqu'il est appelé à remplacer Maurice Reygasse à l'université d'Alger. Lionel Balout est nommé en 1948 chargé d'enseignement en ethnologie et archéologie préhistorique à la faculté de lettres d'Alger.
Il entame la restauration du musée d'ethnographie et de préhistoire du Bardo, et fonde le laboratoire du musée du Bardo qui deviendra en 1955 le Centre de recherches anthropologiques, préhistoriques et ethnographiques d'Alger. Il passe son doctorat d'État en 1955 avec une thèse sur la Préhistoire de l'Afrique du Nord.
Il est doyen de la faculté de lettres et sciences humaines d'Alger de 1956 à 1962.
En 1962, il est nommé professeur au Muséum national d'histoire naturelle, à Paris, dont la chaire de Préhistoire est créée pour lui. Professeur à l'Institut de paléontologie humaine (IPH), qu'il dirige de 1973 à 1981, il effectue d'importants travaux au CNRS et pour le ministère des Affaires étrangères.

## Travaux
Lionel Balout fouille notamment des gisements atériens et capsiens en Algérie. Il est le premier à établir la chronologie préhistorique de l'Afrique du Nord en se basant sur la géologie du Quaternaire, la paléontologie et l'archéologie.
Il crée les Fiches typologiques africaines (1966-1970) visant à unifier la terminologie et la nomenclature.
Il mène des fouilles en Charente, notamment à Vilhonneur, près de La Rochefoucauld.
C'est à lui que le gouvernement égyptien confie l'analyse de la momie de Ramsès II en 1984.

## Organismes et associations
Lionel Balout était membre du conseil permanent de l'Union internationale des sciences préhistoriques et protohistoriques. Il fut élu président de la Société préhistorique française en 1974.

## Activité éditoriale
Directeur et fondateur de la partie préhistorique de la revue Libyca, Lionel Balout collabore aussi au Bulletin de la Société d'histoire naturelle de l'Afrique du Nord, aux Travaux de l'Institut de recherches sahariennes de l'université d'Alger, à la Revue africaine et à la Revue de la Méditerranée.

## Décoration
- Chevalier de l'ordre du Mérite saharien (1960)[3]

## Publications
- Préhistoire de l'Afrique du Nord, 1955
- Préhistoire de l'Afrique du Nord, essai de chronologie, 1956
- Hommes préhistoriques du Maghreb et du Sahara, 1958
- Alger préhistorique, 1958
- Musée d'ethnographie et de préhistoire du Bardo, 1959
- L'homme préhistorique et la Méditerranée occidentale, Revue des mondes musulmans et de la Méditerranée, volume 3, p.9-29, 1967
- Lionel Balout, Colette Roubet et Christiane Desroches Noblecourt, La momie de Ramsès II : contribution scientifique à l'égyptologie, Paris, Recherche sur les civilisations, 1985, 556 p.